# Demetrio de Lacón
Demetrio de Lacón o Demetrio de Laconia (en griego: Δημήτριος; fl. finales del siglo II a. C.) fue un filósofo epicúreo y discípulo de Protarco. Fue un contemporáneo mayor de Zenón de Sidón y maestro de Filodemo de Gadara. Sexto Empírico cita parte de un comentario de Demetrio sobre Epicuro, donde Demetrio interpreta la afirmación de Epicuro de que "el tiempo es un accidente de accidentes".
En la Villa de los Papiros de Herculano se descubrieron rollos de papiro que contenían partes de las obras de Demetrio. Las principales obras parcialmente conservadas son:
- Quaestiones convivales (PHerc. 1006)
- Sobre los acertijos de Polieno (PHerc. 1083, 1258, 1429, 1642, 1647, 1822)
- Sobre la geometría (PHerc. 1061)
- Sobre poemas (PHerc. 188, 1014) [4]
- dos obras sin título (PHerc. 1786, 124)

Además, es probable autor de las siguientes obras:
- Sobre el tamaño del Sol (PHerc. 1013)
- Sobre la inconstancia (PHerc. 831)
- una obra sin título sobre crítica textual de los escritos de Epicuro (PHerc. 1012) [5]

- una obra teológica sin título (PHerc. 1055) [6]
- una obra retórica sin título (PHerc. 128)